# 抵抗运动史和流放史中心

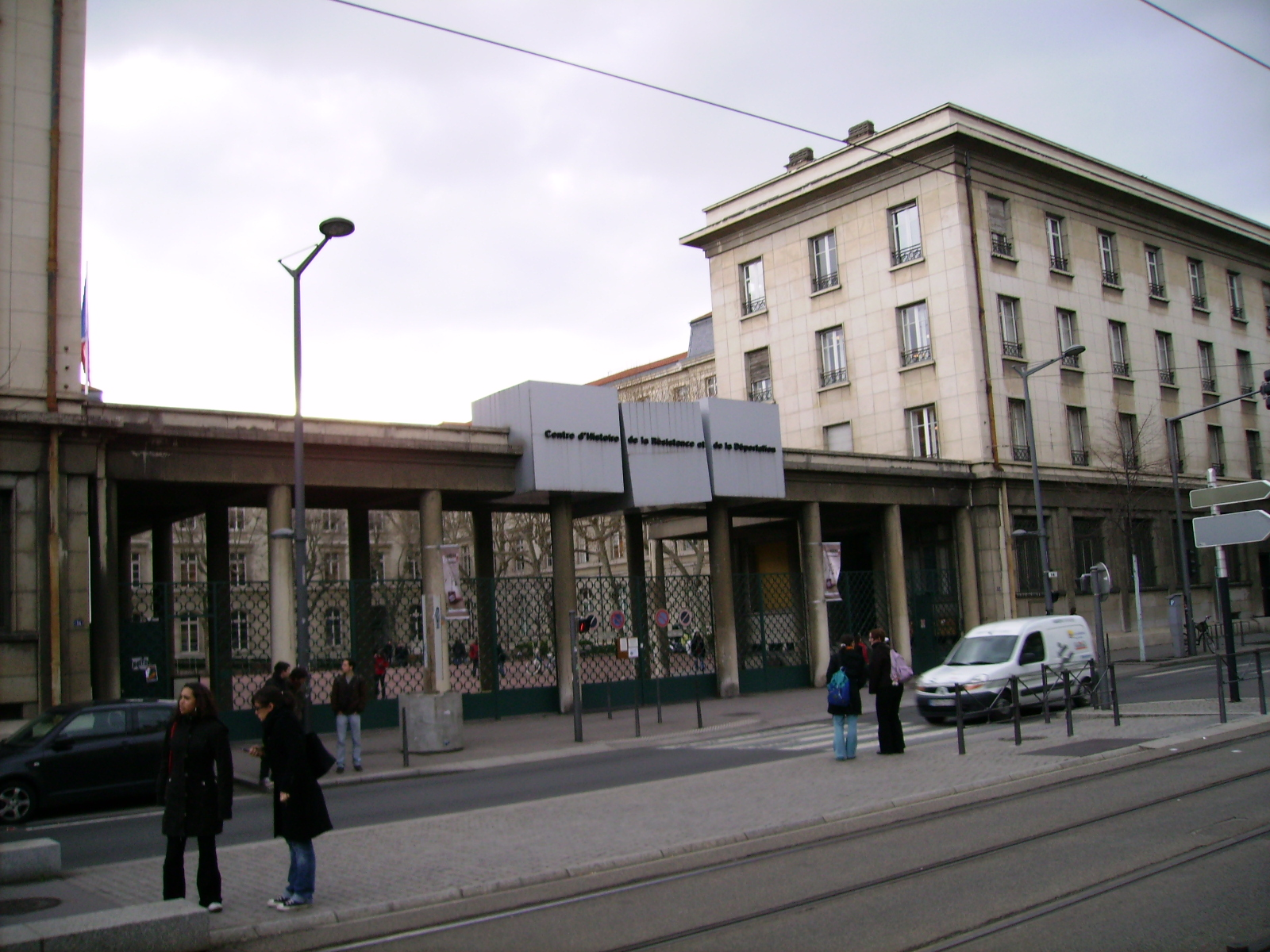
博物馆门

抵抗运动史和流放史中心（法語：Centre d'histoire de la résistance et de la déportation）是法国里昂的一个博物馆，位于法国军医学校旧址，1992年开幕，记录第二次世界大战中法国抵抗运动以及犹太人流放的历史。
1943年春天，这所学校被德国占据，由里昂的盖世太保负责人克劳斯·巴比使用，折磨抵抗组织成员， 其中包括让·穆兰。。1944年5月26日，它被盟军飞机摧毁。博物馆本身落成于1992年10月15日。